# 연어
연어(鰱魚, 학명: Oncorhynchus keta, 영어: Salmon)는 연어목 연어과에 속하는 어류이다. 또한 어린 연어는 연어사리라 부른다.

## 형태
몸은 비교적 가늘고 위아래로 납작하다. 머리는 원뿔 형태이며, 주둥이가 약간 뾰족하게 나와있다. 해양에서의 몸빛은 등은 암청색, 몸 옆은 은백색이고, 몸과 지느러미에 검은 반점이 없다. 등지느러미와 꼬리지느러미 사이에는 작은 기름지느러미가 있다. 기름지느러미는 지방만으로 이루어져 있으며, 다른 지느러미처럼 움직일 수 없다. 연어의 뼈는 잉어와 붕어 등의 생선에 비해 물렁뼈의 비중이 크며, 특히 머리뼈는 물렁뼈만으로 이루어져 있다.
어린 연어의 경우 강에 사는 동안에는 '파마크'라고 불리는 타원형의 무늬를 가지고 있는데, 민물을 떠나 바다로 나갈 무렵이 되면 이 무늬가 없어지고 몸이 은백색으로 변화한다. 바다에 있는 동안에는 몸길이가 약 70cm까지 자란다.
양식 연어는 본래 회색빛의 살색을 띠나 아스타잔틴을 이용한 사료를 먹은 경우 연분홍빛 색상을 낸다. 꼬리지느러미에는 은백색의 방사선이 지나고 있다. 그러다가 산란기에 하천으로 거슬러 올라오면 은백색이 없어지고 몸 전체가 거무스름해지며 검정·노랑·분홍·보라가 섞인 불규칙한 줄무늬가 몸옆에 나타난다.

## 연어의 일생

### 유년시절
알은 3-4개월 만에 부화한다. 어린 연어는 배에 붙어 있는 난황낭에서 양분을 섭취하며 몇 주 동안 자갈 사이에 숨어 지낸다. 보통 부화한 후 1년 동안 강에서 살다가 바다로 내려가지만, 어떤 종은 자갈밭에서 나오자마자 민물을 떠나 바다로 나가고 어떤 종은 3년 정도 민물에 머물러 있으면서 곤충과 플랑크톤을 잡아먹는다. 자신이 태어난 민물을 떠난 어린 연어 중 아주 일부만이 바다에 도착한다. 곤줄메기, 물총새 같은 다른 물고기와 새들한테 잡아먹히고, 오염된 물 때문에 죽기도 하며, 거대한 저수지를 빠져나가려다 많은 수가 죽는다. 바다에 도착한 연어는 그 곳에서 6개월~5년 동안 생활한다. 이 기간 동안 주로 새우, 오징어, 작은 물고기 등을 잡아먹는다.

### 바다에서민물(강)로 오다
성숙함에 따라서 머리가 길어지고 특히 수컷의 주둥이 끝은 아래쪽으로, 아래턱은 위쪽으로 굽고 양 턱의 이가 강해진다. 성숙한 알은 지름이 7-8mm, 빛깔은 붉은 빛이 도는 오렌지색이고, 한 배에 약 3,000개의 알을 품고 강의 중류에 산란한다. 부화한 치어(어린 고기)는 바다로 내려가서 성장한 다음 원래의 강으로 되돌아오는 습성이 있다. 연어는 민물에서 태어난 뒤 바다로 나가 일생의 대부분을 보내고, 다시 민물로 돌아와 산란한다. 이에 민물고기인지 바닷물고기인지 논란이 일지만 대부분 생애를 바다에서 보내 바닷물고기 쪽에 가깝다는 평이다.

### 산란여행
이들은 성어가 되어 산란기에 이르면 다시 강으로 간다. 강으로 돌아가기 위해 세찬 물살과 소용돌이를 거슬러 올라가며 높이가 3m나 되는 폭포도 뛰어넘는다. 산란하려고 민물에 올라오면 아무것도 먹지 않으며, 몸에 저장된 지방에서 영양분을 얻는다. 많은 연어가 산란지에 도착하지 못하고 이동 중에 죽는다. 어선과 낚시꾼들에게 잡히고, 공장에서 배출한 오염 물질에 희생된다. 또 어도(魚道：물고기 사닥다리)를 통해 댐을 오르다가 지쳐서 죽기도 한다. 

### 알을 낳고 죽다
여름이나 가을에 산란하는데, 바다에서 여러 달 동안 수천km나 헤엄쳐서 산란지인 강 상류에 도착한다. 산란지에 도착한 암컷은 수심이 얕고 물결이 잔잔하게 이는 자갈밭에 구멍을 판다. 암컷이 꼬리를 앞뒤로 흔들어 접시 모양의 구멍을 파는 동안, 수컷은 주변을 돌며 암컷을 보호한다. 암컷이 구멍에 알을 낳으면, 수컷이 그 위에 정자를 뿌려 수정시킨다. 그러고 나면 암컷은 조금 더 앞으로 나아가서 다른 구멍을 파고 더 많은 알을 낳는다. 수컷과 암컷은 이러한 과정을 여러번 반복한다. 산란 후에는 구멍 옆의 자갈로 알을 잘 덮어 준다. 산란을 끝낸 암수는 지쳐서 모두 죽는다. 단, 알을 한번 낳고 죽는 종류는 태평양 연어로, 노르웨이 등에 분포하는 대서양 연어는 산란을 끝내도 죽지 않고 이후에 다시 산란하기도 한다.

## 요리
연어는 살이 많고 맛이 좋기로 많이 알려져 있어서 특히 서양에서 훈제 및 구이 등으로 많이 먹어온 생선이다. 연어에는 비타민 A와 비타민 E 등이 많다.
크게 냉장연어와 냉동연어에 따라 구분할 수 있다. 연어회, 초밥, 생연어 등은 주로 냉장연어가 사용되고, 구이, 캔, 훈제, 피자, 파스타 등은 주로 냉동연어를 사용한다. 연어는 분류상으로는 흰살 생선에 해당되지만 몸이 붉은 경우가 많은데, 이는 연어가 주 먹이로 크릴 등의 갑각류를 먹으면서 갑각류의 붉은 색소가 몸에 배이기 때문이다. 이 영향으로 인해 알에도 연한 붉은 색을 띄게 된다. 양식 연어는 흰 살 생선을 먹이로 주기 때문에 붉은 색 연어로 만들기 위해 아스타잔틴을 이용한 사료를 추가로 먹이기도 한다.
연어 성체를 요리로 사용하기도 하지만, 연어 알 역시 식재료로 사용된다. 연어 알은 크기가 큰 편이고 껍질은 약간 단단한 수준이다. 씹히는 식감과 특유의 풍미 때문에 선호하는 사람들이 있다. 단, 연어가 다른 생선에 비해 많이 낳지 않은 편이며, 보통 한번 낳으면 거의 대부분 힘이 다해 죽기 때문에 희소 가치가 큰 편이다. 연어 알은 비타민 E를 많이 함유하고 있으며, 노화방지 화장품의 재료로 이용되기도 한다.

## 추가 설명
- 연어 치어의 양식 및 방류

과거에는 한국의 동해안으로 흘러오는 강의 대부분에서 연어를 잡을 수 있었으나, 20세기에 들어서면서 연어 수요가 늘고 고기 잡는 기술의 발달로 연어를 한꺼번에 많이 잡아들여 개체 수가 줄어들었고, 특히 하천 개발로 인해 서식지가 파괴되는 곳이 많아 개체 수가 더욱 줄어들었다.
개체 수가 급격히 줄어든 연어 개체 수를 늘리기 위해 연어를 인공적으로 부화시키는 방법을 사용하여 치어를 번식 시킨 후 어느 정도로 자라면 강에 방류하는 사업을 시행하게 된다. 더불어 하천 개발로 인해 오염된 강을 정화시키는 사업과 더불어 연어 포획 관련 규제를 설정함으로써 1990년대 이후 회유하는 연어의 수가 점차 늘어나기 시작하였다.
한국에서 연어의 주 회유지로 동해안의 하천들이 많으며 강원도의 남대천과 남대천 그리고 울산의 태화강이 대표적이다.
- 연어의 양식

차가운 한류가 흐르는 해역이 연어양식에 적합하다. 노르웨이, 캐나다, 칠레, 호주, 영국 등이 연어양식국가이며, 대한민국은 동해가 연어양식 적합지역이다. 강원도에서는 현재 먼바다 깊은 곳 외해 수중양식을 통해 연어를 양식하고 있다.
- 제철

한국에서 잡히는 연어의 제철은 9~10월이다.

## 같이 보기
- 회유
- 양양연어사업소

## 참고 문헌
- 이 문서에는 다음커뮤니케이션(현 카카오)에서 GFDL 또는 CC-SA 라이선스로 배포한 글로벌 세계대백과사전의 내용을 기초로 작성된 글이 포함되어 있습니다.